# جون دافيسون روكفلر الابن
جون دافيسون روكفلر الابن (بالإنجليزية: John Davison Rockefeller, Jr.)‏ (29 يناير 1874 - 11 مايو 1960) هو ملياردير ومصرفي أمريكي، كان رئيس مجلس الإدارة والرئيس التنفيذي لبنك تشيس. وهو ابن أول ملياردير بالعالم جون دافيسون روكفلر ومؤسس شركة «ستاندرد أويل». وهو من البنائين الأحرار.

## روابط خارجية
- جون دافيسون روكفلر الابن على موقع الموسوعة البريطانية (الإنجليزية)
- جون دافيسون روكفلر الابن على موقع مونزينجر (الألمانية)
- جون دافيسون روكفلر الابن على موقع إن إن دي بي (الإنجليزية)